# よこすか葉山農業協同組合
よこすか葉山農業協同組合（よこすかはやまのうぎょうきょうどうくみあい）は、神奈川県横須賀市に本店を置く農業協同組合。横須賀市、三浦郡葉山町及び逗子市を管轄地域としている。通称JAよこすか葉山。
横須賀市内に農産物直売所すかなごっそを運営している。

## 沿革
- 1963年（昭和38年）7月1日 - 横須賀市内の8農協が合併し、横須賀市農業協同組合を設立する。
- 1967年（昭和42年）6月 - 本所を衣笠駅前に移転。
- 1973年（昭和48年）12月 - 本所を横須賀市林に移転。結婚式場事業開始。
- 1982年（昭和57年）10月 - 佐原支店開店。
- 1983年（昭和58年）9月 - 野比支店開店。
- 1984年（昭和59年）6月 - 武山支店移転。
- 1985年（昭和60年）10月 - 田浦支店開店。
- 1989年（平成元年）
  - 2月 - 信用業務週休2日制実施。
  - 6月 - 横須賀支店開店。
- 1991年（平成3年）9月 - かもい支店開店。
- 1993年（平成5年）5月 - 横須賀支店移転。
- 1994年（平成6年）4月 - 葬祭事業開始。
- 1995年（平成7年）4月 - 横須賀市農業協同組合と葉山町農業協同組合が合併し、よこすか葉山農業協同組合を設立する。
- 1999年（平成11年）8月 - 堀内支店が閉店。葉山支店へ統合。
- 2002年（平成14年）
  - 3月 - 本所に併設されていた結婚式場が閉鎖。結婚式場事業終了。
  - 9月 - 横須賀支店を衣笠支店へ統合。機械化店舗化。
- 2003年（平成15年）
  - 2月 - かもい支店を浦賀支店へ統合。機械化店舗化。
  - 9月 - 田浦支店を逸見支店へ統合。機械化店舗化。
- 2008年（平成20年）
  - 3月 - かもい機械化店舗が閉店。
  - 9月 - 田浦出張所機械化店舗が閉店。
- 2011年（平成23年）6月2日 - 農産物直売所「すかなごっそ」開業。[1]
- 2014年（平成26年）5月9日 - 魚介類直売所「すかなごっそ・さかな館」開業。[2]
- 2017年（平成29年）5月 - 横須賀支店機械化店舗が閉店。
- 2021年（令和3年）
  - 1月 - 逸見支店が閉店。衣笠支店に統合。
  - 3月 - 野比支店が閉店。北下浦支店に統合。
- 2022年（令和4年）3月 - 本所を横須賀市林から横須賀市久里浜に移転し、同地に久里浜・北久里浜・浦賀・佐原の4店舗を統合した、「くりはま支店」が開店[3]。

## 店舗・販売所
- 店舗 : 本店、武山支店、長井支店、北下浦支店、くりはま支店、衣笠支店、大楠支店、葉山支店
- 農産物直売所「すかなごっそ」 : 横須賀市に1店舗を運営する。名称は「横須賀」「野菜」「ごちそう」を合成した造語。敷地内に魚介類直売所「さかな館」を併設。

## 事業
- 信用事業（JAバンク）
- 共済事業（JA共済）
- 購買事業
- 販売事業
- 農作業受託事業
- 受託農業経営事業
- 営農指導
- 加工事業
- 宅地等供給事業
- 老人福祉・介護事業
- 葬祭事業
- 生活指導事業
- 旅行事業
- 損害保険代理業

## 関連会社
- 株式会社コンサルタント協同